# ライオンズゲート・フィルムズ
ライオンズゲート・フィルムズ（旧Cinépix Film Properties）は、サンタモニカに本社を置き、カナダで設立されたアメリカの映画製作・映画配給スタジオであり、ライオンズゲート・エンターテインメントの主要部門である。北米で最大かつ最も成功しているミニメジャー映画スタジオでもある。外国映画やインディペンデント映画を中心に、『ハンガー・ゲーム』シリーズ、『ランボー』シリーズ、『ダイバージェント』シリーズ、『パニッシャー』（2013年にマーベル・スタジオが映画化権を回収する前）、『ジョン・ウィック』シリーズ、『ソウ』シリーズ、『ブレア・ウィッチ』シリーズ、『グランド・イリュージョン』シリーズ、『ホステル』、『エクスペンダブルズ』シリーズ、『フッテージ』、『トワイライト・サーガ』シリーズ、『ステップ・アップ』（『トワイライト・サーガ』シリーズと『ステップ・アップ』シリーズはいずれも2012年に2つのシリーズの配給会社であるサミット・エンターテインメントを買収したことにより、部分的に成功した作品である。後者は、第1作目からディズニーのタッチストーン・ピクチャーズが配給していた）を含むさまざまな商業的に成功した映画シリーズを配給している。
本項では、前身となるシネピクス（Cinépix）についても解説する。

## 歴史

### シネピクス（Cinépix）
シネピクスは、1962年にジョン・ダニングとアンドレ・リンクによって設立された。Cinépixはモントリオールを拠点とするカナダの独立系映画会社で、英語とフランス語の映画をカナダとアメリカで公開していた。
この会社は配給会社としてスタートをしており、最初に担当したのは1969年公開の『夜霧のモントリオール』というエロティックなドラマ映画であり、興行収入は100万ドルだった。同社は、デヴィッド・クローネンバーグ監督（『デビッド・クローネンバーグのシーバース』）やアイヴァン・ライトマン監督（『ミートボール 』）の初期の作品を製作した。同社はまた、グランジ・ロックのドキュメンタリー作品『Hype』、ヴィンセント・ギャロ監督の『バッファロー'66』、そして『SICK: The Life & Death of Bob Flanagan, Supermasochist』といったアート系映画を配給した。
1989年から1994年まで、シネピクスはFamous Playersと共同でC/FPディストリビューションを運営していたが、C/FPディストリビューションはCinépix Film Properties（C/FP）に改称された。1994年、CinépixはFamous Playersが保有していたC/FPの株式を買い取った。
1997年まで、シネピクスはニューヨークを拠点とする米国の配給部門を持ち、アニメーション映画制作会社であるCiné-Groupeの56％を所有していた。

### ライオンズゲート・フィルムズ
ライオンズゲート・エンターテインメント・コーポレーション（LGEC）は、1997年に銀行家のFrank Giustraによって設立された。LGECはシネピクスを買収し、主導権を維持することとなった。シネピクスは1998年1月13日にライオンズゲート・フィルムズに改称された。LGECは、バンクーバーを拠点とするノースショア・スタジオも買収し、ライオンズゲート・スタジオと改名した。1998年6月、LGECは、ジャン=クロード・ヴァン・ダムの『キックボクサー』などの映画ライブラリを持つInternational Movie Groupを買収した。
最初に興行的に成功したのは2000年の『アメリカン・サイコ』で、これを機に大手映画会社にとっては物議を醸すような映画を製作・配給する傾向が始まった。その他の代表的な作品としては、『白い刻印』（1998）、『ゴッド・アンド・モンスター』（1998）、『ドグマ』（1999）、『キューブ2』（2002）、『オープン・ウォーター』（2003）、『ソウ』（2004）、『パニッシャー』（2004）と、マイケル・ムーア監督のドキュメンタリー映画『華氏911』（2004）などがあり、『華氏911』に関しては2012年に『ハンガー・ゲーム』が公開されるまで、同スタジオの最高興行収入を記録していた。
Giustraは2000年に会社を退職した。同年、Jon FeltheimerがCEOになり、マイケル・バーンズが副会長に就任した。彼らは、ビデオやDVDの利益に集中することを決め、大規模なライブラリを管理するも苦境にあえぐ企業の買収を始めた。最も注目すべき買収劇は、2000年のTrimark Holdings（650タイトル）と2003年のArtisan Entertainmentである。Trimarkの買収には、ブロードバンド・ストリーミング・ウェブサイトであるシネマナウも含まれていて、Lionsgateは自社の映画を配信することが可能となった。この2つの企業の買収は、他の買収企業とともに、ライオンズゲートに大きなDVD（および後にはBlu-Ray）のライブラリを提供することとなった。その中には、『トータル・リコール』、『レザボア・ドッグス』、『ターミネーター2』、『ヤングガン』、『ダーティ・ダンシング』、『地獄の黙示録』などが含まれ、これらの作品は、スタジオカナル、アメリカン・ゾエトロープ、ミラマックスとの販売契約を経ているものもある（これらの作品のほとんどは、ライオンズゲートのホームビデオ事業の前身であるArtisanが交わしたライセンス契約の結果である）。
ライオンズゲートは時折、大手スタジオと共同で映画を製作することもある。例えば、ライオンズゲートは、ミラマックス・フィルムズと組んで2004年に『ダーティー・ダンシング』の続編である『ダンシング・ハバナ』を製作した。また、パラマウント・ピクチャーズとは、2002年の『NARC ナーク』と2004年の『The Prince ＆ Me』を共同で製作し、スタジオ名をクレジットされた。その他、20世紀フォックスが2004年に製作したSF映画『デイ・アフター・トゥモロー』でも、ライオンズゲートはサイレント・パートナーとして参加している。また、2004年には、ユナイテッド・アーティスツと共同で『ホテル・ルワンダ』を製作した。
2005年8月1日、ライオンズゲート・エンターテインメント・コーポレーションは、モダン・エンターテインメントの全ライブラリを買収した。2005年10月17日、ライオンズゲートはRedbus Film Distributionを3500万ドルで買収し、2006年2月23日にRedbus Film DistributionをライオンズゲートUKに商号変更した。その後、RedbusをSimon Franksと共同で設立したZygi Kamasaが、ライオンズゲートUKおよびEuropeのCEOに就任した。
2007年、Joe DrakeはLionsgateの共同COO兼映画系グループの社長に就任した。ライオンズゲートは、2009年2月に年間製作本数を4本削減した。
ライオンズゲートの映画『ハンガー・ゲーム』は、2012年3月23日に初公開されたアメリカの興行成績で6830万ドルの興行収入を記録した。当時、これは続編ではない映画の初日としては史上最高で歴代5位の興行成績だった。そのうち、木曜深夜の上映だけで1970万ドルを獲得した。『ハンガー・ゲーム』の最初の週末の興行収入は1億5250万ドルで、わずか3日間でライオンズゲートの最高興行収入を記録した作品となった。
2012年1月13日、ライオンズゲート・エンターテインメント・コーポレーションは、『トワイライト』シリーズや『ステップアップ』シリーズのスタジオであるサミット・エンターテインメントを4億1250万ドルで買収した。2012年5月3日、Lionsgate Filmsは、CodeBlack EnterprisesのCEOであるJeff Clanaganと合意し、Lionsgateに拠点を置くCodeBlack Filmsを設立した。ドレイクは2012年に退社し、グッド・ユニヴァースを設立した。
2013年1月16日、ライオンズゲートはジョン・サッキが率いる、製作費250万ドル未満の低予算映画専門の部門の設立を発表した。サッキは当時、『Rock Bottom Creek』（2012年）などの作品や、その他の自主制作映画の獲得も目指していた。
2013年11月22日、ライオンズゲートは『ハンガー・ゲーム2』を公開した。映画は、公開日初週の全米週末興行収入が、1億5800万ドルとなり、公開日週末に1億5000万ドルを記録した前作を上回った。この映画の予算は1億3,000万ドルで、公開後すぐに収支が均衡し、黒字化を達成した。批評家からの評価も高く、Rotten Tomatoesの評価では89％の「Certified Fresh」を獲得した。『ハンガー・ゲーム』の第3作『ハンガー・ゲーム FINAL: レジスタンス』は2014年に公開され、2015年には最終作『ハンガー・ゲーム FINAL: レボリューション』が公開された。
Deadlineによると、2015年4月1日、ライオンズゲートは新しいレーベル「Lionsgate Premiere」を設立したことを発表した。この新レーベルでは、年間最大15本の作品を扱い、映画館やデジタルコンテンツにおいて若い観客をターゲットにしている。この新レーベルは、同社の多角化努力の一環として、ライオンズゲートとサミット・エンターテインメントの作品を取り入れた上で、「革新的なマルチプラットフォームおよびその他のリリース戦略」に特化して、「ブランドコンテンツとターゲットを絞ったマーケティングでアフィニティオーディエンスにアプローチする」としている。マーケティング＆リサーチ担当SVPであるJean McDowellがマーケティングを担当し、配給は現在Western Salesを担当しているAdam Sorensenが担当することになった。
2016年5月2日、Deadline Hollywoodによると、ライオンズゲートは、国際的な企業8社と提携してGlobalGate Entertainmentコンソーシアムを立ち上げることを発表した。 GlobalGateは、世界中の市場で現地語の映画を制作・配給する。ライオンズゲートは月曜日に、国際的なエンターテインメント企業の幹部であるポール・プレスブーガー氏、ウィリアム・ファイファー氏、クリフォード・ワーバー氏と提携してグローバルゲートを立ち上げたと発表した。
ドレイクは2017年10月、ライオンズゲートの映画系グループの会長として復帰した。同社はニューヨークにあるオフィスの映画館用マーケティングと宣伝のスタッフをレイオフし、2019年1月にはCodeBlack Filmsのパートナーとしての参加を終了する方向で動いた。そのような経費削減の背景には、『フッド: ザ・ビギニング』、コメディ作品『バッド・スパイ』の興行的失敗があった。2019年6月には、HuluとFXが、2020年と2021年に公開されるライオンズゲート作品の放映権を獲得した。

## 興行収入の多い作品
米国興行収入TOP10
| 順位 | 邦題 原題                                                                                 | 公開年 | 興行収入      | 備考                                   |
| ---- | ----------------------------------------------------------------------------------------- | ------ | ------------- | -------------------------------------- |
| 1    | ハンガー・ゲーム2 The Hunger Games: Catching Fire                                         | 2013年 | $424,668,047  |                                        |
| 2    | ハンガー・ゲーム The Hunger Games                                                         | 2012年 | $408,010,692  |                                        |
| 3    | ハンガー・ゲーム FINAL: レジスタンス The Hunger Games: Mockingjay – Part 1                | 2014年 | $337,135,885  |                                        |
| 4    | トワイライト・サーガ/ブレイキング・ドーン Part2 The Twilight Saga: Breaking Dawn – Part 2 | 2012年 | $292,324,737  | 配給元：サミット・エンターテインメント |
| 5    | ハンガー・ゲーム FINAL: レボリューション The Hunger Games: Mockingjay – Part 2            | 2015年 | $281,723,902  |                                        |
| 6    | デイ・アフター・トゥモロー The Day After Tomorrow                                         | 2004年 | $186,740,799  | 発売元：20世紀フォックス               |
| 7    | ジョン・ウィック:パラベラム John Wick: Chapter 3 - Parabellum                             | 2019年 | $ 171,015,687 |                                        |
| 8    | ナイブズ・アウト/名探偵と刃の館の秘密 Knives Out                                          | 2019年 | $165,359,751  |                                        |
| 9    | ラ・ラ・ランド La La Land                                                                 | 2016年 | $151,101,803  | 配給元：サミット・エンターテインメント |
| 10   | ダイバージェント Divergent                                                                | 2014年 | $150,947,895  | 配給元：サミット・エンターテインメント |

世界興行収入TOP10
| 順位 | 作品名                                          | 公開年 | 興行収入     |
| ---- | ----------------------------------------------- | ------ | ------------ |
| 1    | ハンガー・ゲーム2                               | 2013年 | $865,011,746 |
| 2    | トワイライト・サーガ/ブレイキング・ドーン Part2 | 2012年 | $829,746,820 |
| 3    | ハンガー・ゲーム FINAL: レジスタンス            | 2014年 | $755,356,711 |
| 4    | トワイライト・サーガ/ブレイキング・ドーン Part1 | 2011年 | $712,205,856 |
| 5    | ニュームーン/トワイライト・サーガ               | 2009年 | $709,711,008 |
| 6    | エクリプス/トワイライト・サーガ                 | 2010年 | $698,491,347 |
| 7    | ハンガー・ゲーム                                | 2012年 | $694,394,724 |
| 8    | ハンガー・ゲーム FINAL: レボリューション        | 2015年 | $658,344,137 |
| 9    | デイ・アフター・トゥモロー                      | 2004年 | $552,639,571 |
| 10   | ラ・ラ・ランド                                  | 2016年 | $448,906,865 |

日本興行収入10億円以上番組
| 順位 | 作品名                         | 公開年 | 興行収入 | 配給                                     |
| ---- | ------------------------------ | ------ | -------- | ---------------------------------------- |
| 1    | デイ・アフター・トゥモロー     | 2004年 | 52.0億円 | 20世紀FOX                                |
| 2    | ラ・ラ・ランド                 | 2017年 | 44.2億円 | ギャガ/ポニーキャニオン                  |
| 3    | ブレア・ウィッチ・プロジェクト | 1999年 | 18.6億円 | 松竹/アスミック・エース/クロックワークス |
| 4    | 華氏911                        | 2004年 | 17.4億円 | 角川ヘラルド/ギャガ                      |